# 何璟
何璟（1817年—1888年），字伯玉，号小宋。廣東香山县人。清朝政治人物。

## 生平
道光二十三年（1843年）癸卯科第十四名举人，道光二十七年（1847年）中进士，殿試居二甲第五十三名，授翰林院编修。官至闽浙总督。
1864年任安徽按察使、署布政使，镇压捻军。1865年改任湖北、山西布政使。
1870年后迭任福建、山西、江苏巡抚，两广总督，办理通商事务大臣
1876年任闽浙总督、福州将军；1879年兼巡抚。1883年清法戰爭負責沿海及台湾防务。1884年8月法舰袭击福州馬尾水师，未能速派援軍，并伺机逃走；战后被革职。光绪十年七月归里。
晚年在广东应元书院講學。光绪十四年（1888年）卒。著有《春秋大义录》，《事余轩诗》。

## 延伸阅读
[在维基数据编辑]
 在维基文库阅读此作者作品
 《清史稿·卷458》，出自趙爾巽《清史稿》

## 外部連結
- 何璟 （页面存档备份，存于） 中研院史語所

| 官衔          | 官衔                    | 官衔          |
| ------------- | ----------------------- | ------------- |
| 前任： 卞宝第 | 福建巡撫 1870年         | 繼任： 王凱泰 |
| 前任： 李宗羲 | 江蘇巡撫 1870～1871年   | 繼任： 鮑源深 |
| 前任： 張之萬 | 江蘇巡撫 1871～1872年   | 繼任： 恩錫   |
| 前任： 曾國藩 | 兩江總督 1872年         | 繼任： 張樹聲 |
| 前任： 李鶴年 | 閩浙總督 1876年～1884年 | 繼任： 楊昌濬 |